# Saint-André (Reunião)
Saint-André é uma comuna francesa no departamento ultramarino de Reunião. Estende-se por uma área de 53.07 km², e possui 56.747 habitantes, segundo o censo de 2018, com uma densidade de 1.100 hab/km².